# Medaka Box
Medaka Box (めだかボックス, Medaka Bokkusu), és un manga shonen escrit per Nisio Isin i il·lustrat per Akira Akatsuki.
Aquest manga ha sigut serialitzat al Japó, a la famosa revista setmanal Shōnen Jump, alhora publicat per Shūeisha des de maig de 2009. A partir de desembre de 2011, Shueisha ha recopilat els seus capítols en 13 toms. Serà adaptat a una sèrie d'animes de televisió que s'emetrà la primavera del 2012.
La sèrie tracta principalment dels esdeveniments del consell estudiantil de l'Acadèmia Hakoniwa, en particular, sobre la presidenta Medaka Kurokami i el seu fidel amic Zenkichi Hitoyoshi. A 4 de setembre de 2013, Shueisha n'havia recollit els capítols en 22 volums.